# اوجو آماریلو (نیومکزیکو)
اوجو آماریلو (به انگلیسی: Ojo Amarillo) یک منطقهٔ مسکونی در ایالات متحده آمریکا است که در شهرستان سن خوآن، نیومکزیکو واقع شده‌است. اوجو آماریلو ۴٫۹ کیلومتر مربع مساحت و ۸۲۹ نفر جمعیت دارد و ۱٬۶۴۹ متر بالاتر از سطح دریا واقع شده‌است.